# كونراد جراف
كونراد جراف (بالألمانية: Conrad Graf)‏ هو صانع بيانو ‏ ألماني، ولد في 17 نوفمبر 1782 في ريدلينغن في ألمانيا، وتوفي في 17 مارس 1851 في فيينا في النمسا.